# Fulvio Tomizza
Fulvio Tomizza, né à Juricani en Istrie, province de Croatie, le 26 janvier 1935 et mort à Trieste le 21 mai 1999, est un écrivain italien associé à la « Génération des années trente ».

## Œuvres traduites en français
- La Vie meilleure [«  La miglior vita »], trad. de Claude Perrus, Arles, France, Éditions Philippe Picquier, 1987, 251 p.  (ISBN 2-87622-005-9)[1]
- L’Héritière vénitienne [« L'ereditiera veneziana »], trad. de Claude Perrus, Paris, Éditions Grasset et Fasquelle, 1991, 242 p.  (ISBN 2-246-42781-9)

## Prix littéraires
- 1965 : Sélection du prix Campiello pour La quinta stagione (littéralement : La Cinquième Saison)
- 1969 : Prix Viareggio pour L'albero dei sogni (littéralement : L’Arbre des rêves)
- 1974 : Sélection du prix Campiello pour Dove tornare (littéralement : Où retourner)
- 1977 : Prix Strega pour La miglior vita (La Vie meilleure)
- 1986 : Sélection du prix Campiello pour Gli sposi di via Rossetti (littéralement : Les Mariés de la rue Rossetti)
- 1992 : Sélection du prix Campiello pour I rapporti colpevoli (littéralement : Les Rapports coupables)